# Арбан, Жан-Батист
Жан-Бати́ст Арба́н (полное имя Жозеф Жан-Батист Лоран Арбан; фр. Joseph Jean-Baptiste Laurent Arban; 28 февраля 1825, Лион — 8 апреля 1889, Париж) — французский корнетист, композитор и педагог. Автор «Полной школы для корнет-а-пистона и саксгорна» (1864), пользующейся популярностью по сей день.

## Биография
В 1841 году Арбан поступил в Парижскую консерваторию в класс натуральной трубы Франсуа Доверне. Окончив консерваторию с отличием в 1845 году, Арбан начал осваивать корнет — инструмент по тем временам достаточно новый (он был изобретён только в начале 1830-х годов). Он поступает на службу в морской оркестр, где служит до 1852 года. В эти годы Арбан разрабатывает систему улучшения качества исполнения на корнете, обращая внимание прежде всего на технику губ и языка. Достигнутый Арбаном уровень виртуозности был настолько высок, что в 1848 году он смог исполнить на корнете технически сложную пьесу Теобальда Бёма, написанную для флейты, поразив этим профессоров консерватории.
С 1852 по 1857 год Арбан играл в различных оркестрах и даже получил приглашение дирижировать оркестром Парижской оперы. В 1857 году его назначают профессором Военной школы при консерватории по классу саксгорна. В 1864 выходит в печать знаменитая «Полная школа игры на корнете и саксгорнах», в которой, среди прочих, впервые опубликованы его многочисленные этюды, а также вариации на тему «Венецианского карнавала», до наших дней считающиеся одной из самых технически сложных пьес в репертуаре для трубы. В течение нескольких лет Арбан добивался открытия в Парижской консерватории класса корнета, и 23 января 1869 года это, наконец, было сделано. До 1874 года Арбан был профессором этого класса, затем в 1876 году по приглашению Александра II некоторое дирижировал концертами в Павловске. После возвращения на пост профессора в 1880 году он принимает активное участие в разработке новой модели корнета, сконструированной три года спустя и получившей название «корнет Арбана». Также ему принадлежит идея использования на корнете мундштука особой конструкции вместо использовавшегося до того мундштука валторны.